# كودي دراميه
كودي دراميه (مواليد 8 ديسمبر 2001) هو لاعب كرة قدم إنجليزي يلعب في مركز المدافع في نادي ليدز يونايتد.

## روابط خارجية
- كودي دراميه على موقع الاتحاد الأوربي (الإنجليزية)
- كودي دراميه على موقع قاعدة بيانات كرة القدم.إي يو (الإنجليزية)
- كودي دراميه على موقع Soccerbase.com (لاعب) (الإنجليزية)
- كودي دراميه على موقع Soccerway.com (الإنجليزية)
- كودي دراميه على موقع عالم كرة القدم.نت (الإنجليزية)